# Перлов, Алексей Иванович
Алексей Иванович Перлов (1751—1813) — русский купец из рода Перловых, популяризатор чаепития в России. Именно Алексей Иванович первым в роду стал заниматься торговлей чаем, которая принесла Перловым славу и богатство.

## Биография
Сын Ивана, сына Михайлова (1700—1759), основателя этой купеческой династии, и Анны Кононовны (1708—1798).
В 1787 году Алексей Иванович начал розничную торговлю чаем в лавках в Москве. Он решил продавать чай только в розницу и отказаться от услуг посредников, для чего открыл контору в Кяхте (Забайкалье) и стал закупать товар напрямую у китайцев. В то время это был очень рискованный и не имевший аналогов ход. Однако он помог снизить цену на чай и получить тем самым конкурентные преимущества. Алексей стал предпринимать усилия по популяризации чайного напитка в России и достиг в этом успеха. Позже тем же самым Перловы будут заниматься весь XIX век.
Объявленный капитал купца составил 5020 рублей. Таким образом, он относился ко второй гильдии, члены которой могли торговать своими товарами по всей России. Алексей получил в 1807 году от Сената разрешение сделать фамильное прозвище Перловы (от слова «перл», то есть жемчужина) семейной фамилией. Семейное дело А. Перлов передал сыновьям. Наиболее даровитым из них оказался Василий (1784—1869). Другими сыновьями были Михаил (1794—1860) и Иван (1796—1861).